# Samundratar
Samundratar (nep. समुन्द्रटार) – gaun wikas samiti w środkowej części Nepalu w strefie Bagmati w dystrykcie Nuwakot. Według nepalskiego spisu powszechnego z 2001 roku liczył on 407 gospodarstw domowych i 2046 mieszkańców (1057 kobiet i 989 mężczyzn).